# Minoo Bigner
Minoo Bigner, född 8 juni 1969, är en svensk journalist samt före detta programledare och hallåa. Hon ledde tillsammans med Rickard Olsson ungdomsprogrammet Bullen som sändes i SVT. Hon ledde även programmet Kannan.
Bigner adopterades från Teheran som ettåring och växte upp på Lidingö. Namnet Minoo betyder på persiska "ett ställe där det är gott att vara".